# Lin Piao
Lin Piao (čínsky 林彪, v přepisu pinyin Lin Biao, původním jménem Lin Jü-žung – 林育蓉5. prosince 1907 – pravděpodobně 13. září 1971) byl čínský komunistický vojevůdce v občanské válce proti Kuomintangu a ve válce proti Japonsku.
Byl považován za jednoho z nejschopnějších velitelů Čínské lidové osvobozenecké armády. Připisuje se mu, že vydal tzv. rudou knížku Mao Ce-tungových citátů, která se měla stát jakýmsi kánonem maoismu.
Narodil se v dobře fungující rodině obchodníků v Chuang-kangu v provincii Chu-pej. V roce 1925 se na střední škole připojil k satelitní organizaci Čínské komunistické strany, a ještě ten samý rok odjel do Kantonu, kde začal chodit na vojenskou akademii Whampoa. Po dokončení studií byl přidělen v roce 1926 k nezávislému pluku. Zúčastnil se první fáze Severního pochodu a byl povýšen na velitele roty. Tehdy se připojil ke Komunistické straně Číny. Od října 1934 doprovázel Mao Ce-tunga během Dlouhého pochodu až do provincie Šen-si v roce 1935. V roce 1938 bojoval v bitvě v Šen-si, kde byl vážně zraněn. Následně se tři roky zotavoval v Moskvě.
Velel komunistickým vojskům, která v roce 1949 obsadila Peking. Po ukončení druhého zasedání VIII. sjezdu KS Číny se konalo plenární zasedání ÚV, na kterém byl Lin Piao zvolen místopředsedou ÚV KS Číny a členem politbyra. Později v roce 1959 nastoupil do funkce ministra národní obrany na místo Pcheng Te-chuaje. Krátce po jmenování zrušil hodnosti v armádě a obnovil systém politických komisařů, prosazoval politizaci armády. V letech 1966-1971, tedy v první fázi tzv. Velké proletářské kulturní revoluce, byl designovaným nástupcem Mao Ce-tunga v čele Komunistické strany Číny.
Zahynul údajně při zřícení svého letadla nad severním Mongolskem, když se pokoušel uprchnout do Sovětského svazu v obavách, že bude obviněn z pokusu o státní převrat. Podle oficiální zprávy prchal ze země, jelikož bylo odhaleno jeho spiknutí a pokus o zavraždění Maa. Spolu s Lin Piaem zahynuli i jeho manželka a syn. Jelikož byl Lin Piao v té době velice prominentní postavou, tak tato událost nemohla být veřejnosti oznámena najednou, ale postupně ve vlnách. Až na X. sjezdu KS Číny v roce 1973 bylo národu oznámeno, proč před dvěma lety Lin Piao zmizel a mimo jiné byla změněna ústava, jelikož ústava přijatá v roce 1969 určila Lin Piaa Mao Ce-tungovým nástupcem.